# Keizer Hendrik II de Heilige
Keizer Hendrik II (Bad Abbach of Hildesheim, 6 mei 973 of 978 - Pfalz Grone bij Göttingen, 13 juli 1024), later bijgenaamd de Heilige (sinds 1146), was een lid van de adellijke familie van de Ottonen. 
Hij was als Hendrik IV van 995 tot 1004 en van 1009 tot 1017 hertog van Beieren; van 1002 tot 1024 was hij koning van het Oost-Frankische Rijk (regnum Francorum Orientalium), van 1004 tot 1024 koning van Italië en vanaf 1014 Rooms-Duits keizer.

## Leven

### Afkomst
Hij was de zoon van hertog Hendrik II van Beieren en Gisela van Bourgondië. Hij was een achterkleinzoon van Hendrik de Vogelaar en behoorde aldus tot de Beierse tak van de Ottonen.

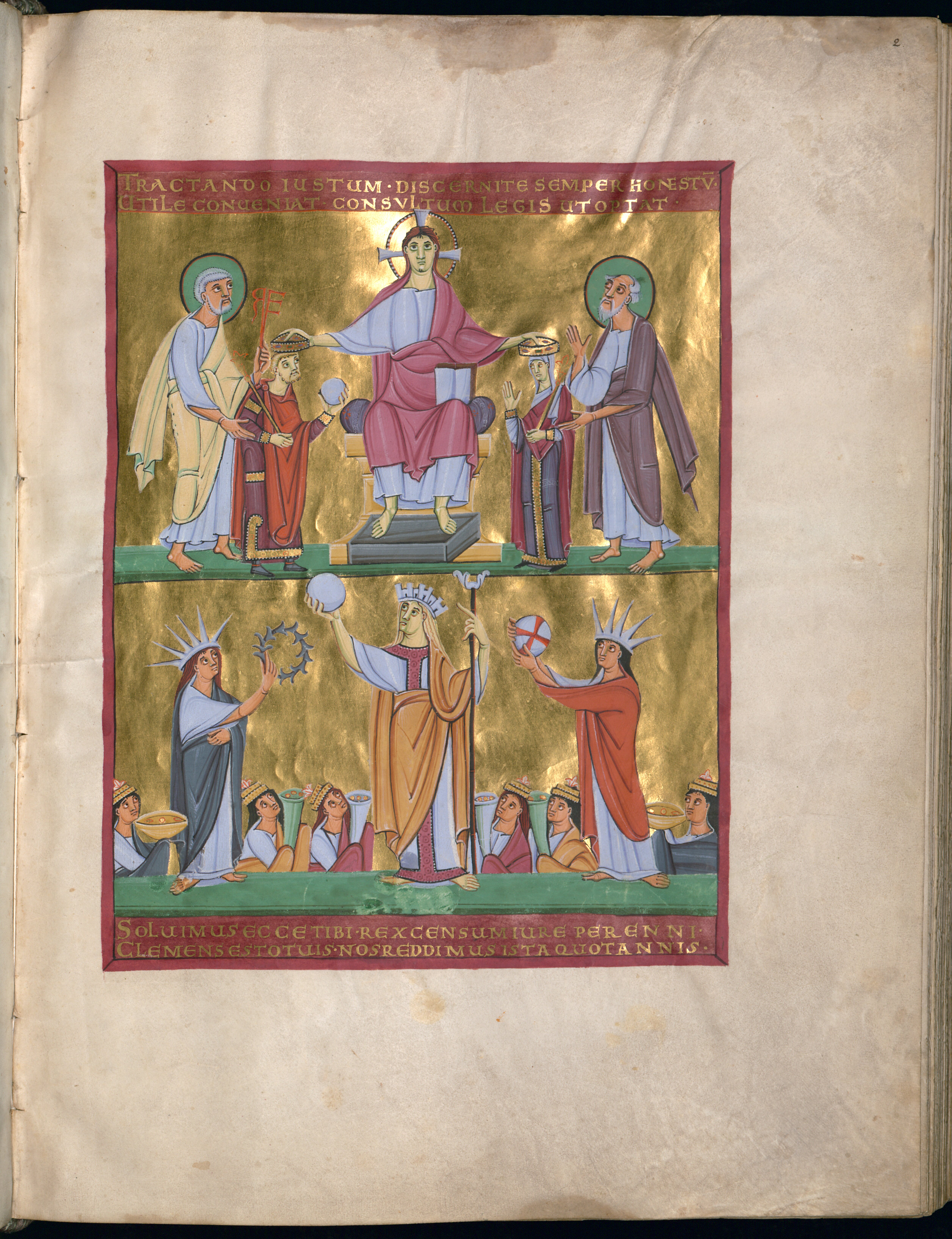
Allegorie van de kroning van Hendrik en Cunegonde

### Van hertog tot keizer
In 1002 wilde hij als hertog zijn achterneef, keizer Otto III, bijstaan in het onderdrukken van een opstand in Italië. Echter, nog voordat Hendrik aankwam in Italië, stierf Otto III aan koorts. Otto liet geen directe erfgenamen na. 
Na het verslaan van een aantal andere rechthebbenden op de troon, werd Hendrik II op 9 juli 1002 gekroond tot koning van Duitsland ("Rex Romanorum") en op 15 mei 1004 tot koning van Italië ("Rex Italiae").
Op 7 juni 1002 werd hij tot Oost-Frankisch koning gekroond en op 14 februari 1014 kroonde paus Benedictus VIII Hendrik tot keizer van het Heilige Roomse Rijk ( "Romanorum Imperator") in de Sint-Pietersbasiliek te Rome.
In 1004 hielp Hendrik II Jaromír, hertog van Bohemen, in zijn strijd tegen de Polen en zorgde hiermee dat het Hertogdom Bohemen een deel werd van het Heilige Roomse Rijk. In tegenstelling tot zijn voorganger, die zijn aandacht richtte op Italië, was Hendrik gedurende het grootste deel van zijn regeerperiode bezig met het grondgebied ten noorden van de Alpen. Zijn belangrijkste focus lag op een reeks oorlogen tegen de Poolse hertog [Bolesław I, die al een aantal landen om hem heen had veroverd. Hendrik leidde ook drie expedities naar Italië om de keizerlijke heerschappij over het schiereiland te waarborgen: tweemaal om separatistische opstanden te onderdrukken en een keer tegen het Byzantijnse Rijk om de dominantie over het zuiden van Italië te verkrijgen.

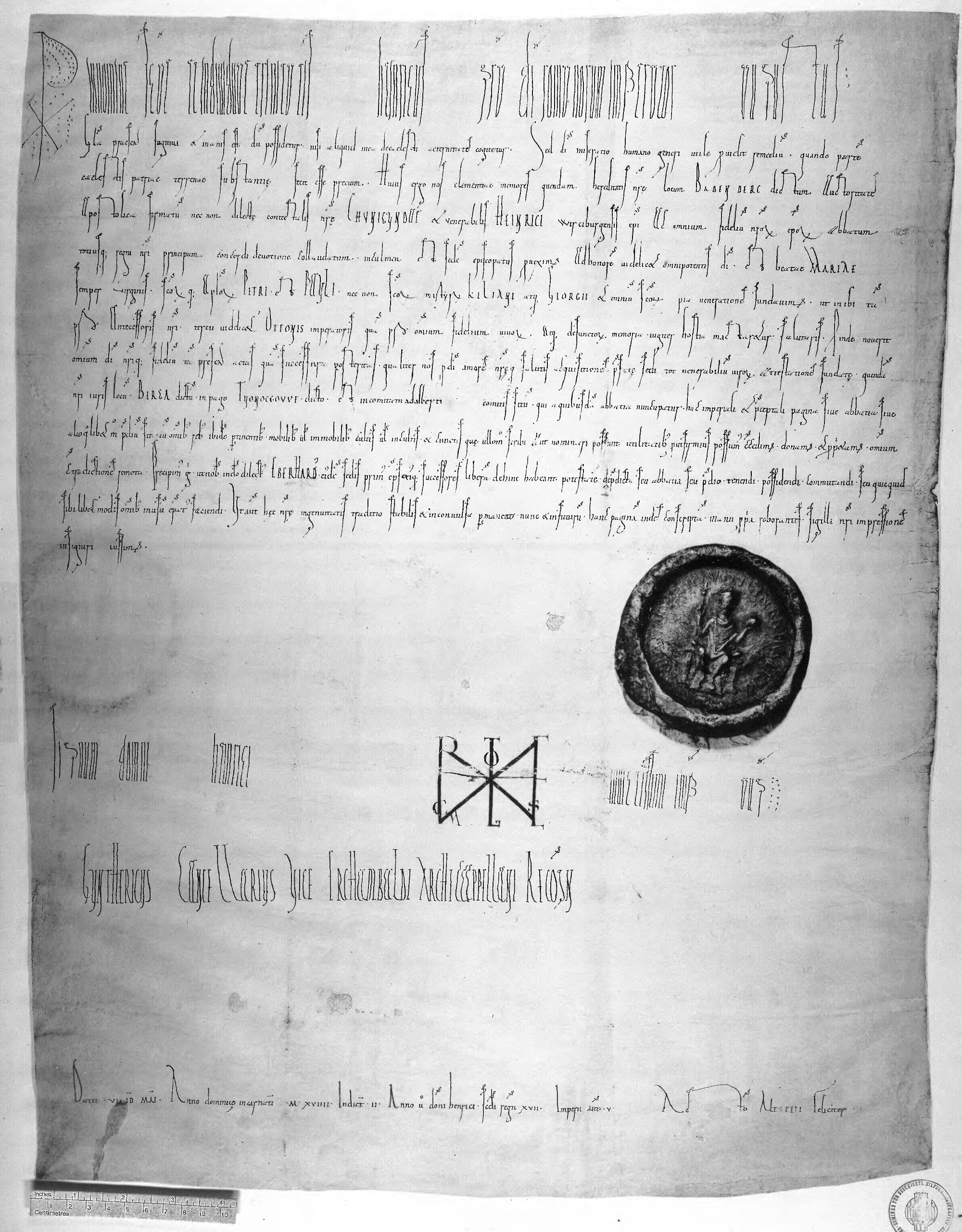
Schenkingen aan het nieuwe bisdom Bamberg

## Beoordeling
De heerschappij van Hendrik II wordt gezien als een periode van sterk centraal gezag over het hele Rijk. Hij consolideerde zijn macht door het ontwikkelen en onderhouden van persoonlijke en politieke banden met de katholieke kerk. Hij breidde de gewoonte van de Ottonen om geestelijken als tegengewicht te gebruiken tegenover de seculiere edelen sterk uit. Door middel van donaties aan de kerk en de oprichting van nieuwe bisdommen zoals bijvoorbeeld Bamberg, versterkte hij het keizerlijke gezag over het Rijk en kreeg hij als keizer meer controle over kerkelijke zaken. Hij benadrukte dienstbaarheid aan de Kerk en bevorderde monastieke hervormingen.

## Huwelijk
Hendrik II was getrouwd met Cunegonde van Luxemburg. Het paar zou geen kinderen nalaten. Hendrik II was de laatste keizer van de dynastie van de Ottonen.

## Heiligverklaring
Paus Eugenius III verklaarde hem in 1146 heilig. Zijn feestdag (protestants en rooms-katholiek) is de dag van zijn overlijden: 13 juli.

## Voorouders
| Voorouders van Hendrik II de Heilige (973/78-1024) | Voorouders van Hendrik II de Heilige (973/78-1024)                      | Voorouders van Hendrik II de Heilige (973/78-1024)                      | Voorouders van Hendrik II de Heilige (973/78-1024)                        | Voorouders van Hendrik II de Heilige (973/78-1024)                        | Voorouders van Hendrik II de Heilige (973/78-1024)                          | Voorouders van Hendrik II de Heilige (973/78-1024)                          | Voorouders van Hendrik II de Heilige (973/78-1024)                          | Voorouders van Hendrik II de Heilige (973/78-1024)                          |
| -------------------------------------------------- | ----------------------------------------------------------------------- | ----------------------------------------------------------------------- | ------------------------------------------------------------------------- | ------------------------------------------------------------------------- | --------------------------------------------------------------------------- | --------------------------------------------------------------------------- | --------------------------------------------------------------------------- | --------------------------------------------------------------------------- |
| Overgrootouders                                    | Hendrik de Vogelaar (876-936) ∞ 909 Mathilde van Ringelheim (895-968)   | Hendrik de Vogelaar (876-936) ∞ 909 Mathilde van Ringelheim (895-968)   | Arnulf I van Beieren (880-937) ∞ ca. 890 Judith van Sülichgau (ca. 870-?) | Arnulf I van Beieren (880-937) ∞ ca. 890 Judith van Sülichgau (ca. 870-?) | Rudolf II van Bourgondië (890-937) ∞ 922 Bertha van Zwaben (907-voor 966)   | Rudolf II van Bourgondië (890-937) ∞ 922 Bertha van Zwaben (907-voor 966)   | ? (–) ∞ ? (-)                                                               | ? (–) ∞ ? (-)                                                               |
| Grootouders                                        | Hendrik I van Beieren (919/921-955) ∞ 909 Judith van Beieren (925-985)  | Hendrik I van Beieren (919/921-955) ∞ 909 Judith van Beieren (925-985)  | Hendrik I van Beieren (919/921-955) ∞ 909 Judith van Beieren (925-985)    | Hendrik I van Beieren (919/921-955) ∞ 909 Judith van Beieren (925-985)    | Koenraad van Bourgondië (922/925-993) ∞ Adelaide van Bellay (935/40-963/64) | Koenraad van Bourgondië (922/925-993) ∞ Adelaide van Bellay (935/40-963/64) | Koenraad van Bourgondië (922/925-993) ∞ Adelaide van Bellay (935/40-963/64) | Koenraad van Bourgondië (922/925-993) ∞ Adelaide van Bellay (935/40-963/64) |
| Ouders                                             | Hendrik II van Beieren (951-995) ∞ 972 Gisela van Bourgondië (950-1006) | Hendrik II van Beieren (951-995) ∞ 972 Gisela van Bourgondië (950-1006) | Hendrik II van Beieren (951-995) ∞ 972 Gisela van Bourgondië (950-1006)   | Hendrik II van Beieren (951-995) ∞ 972 Gisela van Bourgondië (950-1006)   | Hendrik II van Beieren (951-995) ∞ 972 Gisela van Bourgondië (950-1006)     | Hendrik II van Beieren (951-995) ∞ 972 Gisela van Bourgondië (950-1006)     | Hendrik II van Beieren (951-995) ∞ 972 Gisela van Bourgondië (950-1006)     | Hendrik II van Beieren (951-995) ∞ 972 Gisela van Bourgondië (950-1006)     |

## Afbeeldingen

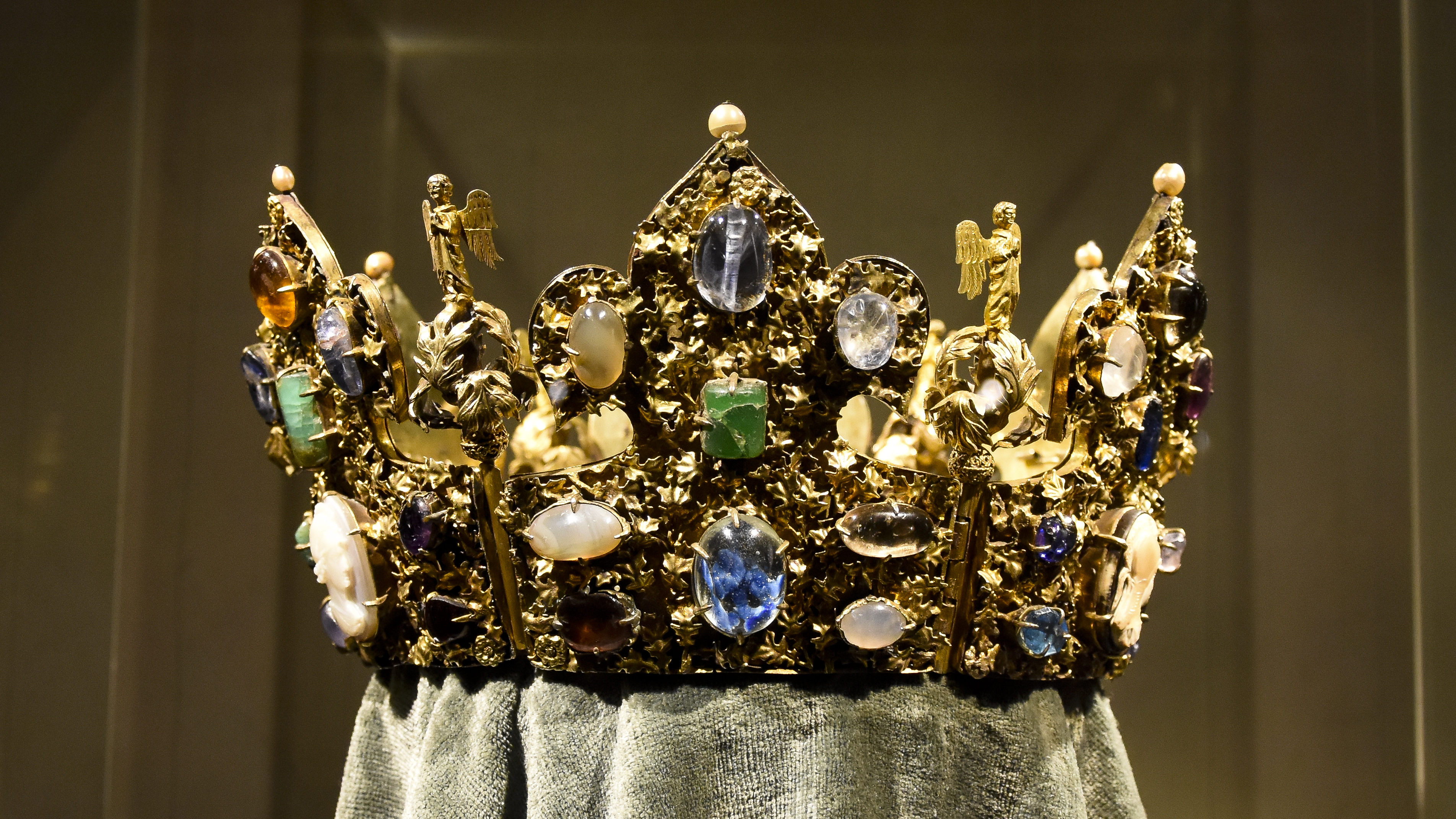
De kroon van Hendrik II in de Residentie van München